# Людвікув (Белхатовський повіт)
Людвікув (пол. Ludwików) — село в Польщі, у гміні Белхатув Белхатовського повіту Лодзинського воєводства.
Населення — 292 особи (2011).
У 1975-1998 роках село належало до Пйотрковського воєводства.

## Демографія
Демографічна структура станом на 31 березня 2011 року:
|          | Загалом | Допрацездатний вік | Працездатний вік | Постпрацездатний вік |
| -------- | ------- | ------------------ | ---------------- | -------------------- |
| Чоловіки | 155     | 32                 | 108              | 15                   |
| Жінки    | 137     | 22                 | 84               | 31                   |
| Разом    | 292     | 54                 | 192              | 46                   |